# Tetehosi II
Tetehosi II is een bestuurslaag in het regentschap Gunungsitoli van de provincie Noord-Sumatra, Indonesië. Tetehosi II telt 726 inwoners (volkstelling 2010).